# Eumerus ochreatus
Eumerus ochreatus är en tvåvingeart som beskrevs av Hull 1964. Eumerus ochreatus ingår i släktet månblomflugor, och familjen blomflugor. Inga underarter finns listade i Catalogue of Life.